# Parker Fly
La Parker Fly es un tipo de guitarra eléctrica construido por Parker Guitarras. Fue diseñado por Ken Parker y Larry Fishman, y por primera vez en 1993  La Fly es única entre las guitarras eléctricas debido a la forma en que utiliza los materiales compuestos. Se destaca por su peso ligero (4.5 libras, 2,0 kg) y resonancia. También fue una de las primeras guitarras eléctricas en combinar micrófonos piezoeléctricos y tradicionales Pastillas, lo que permite al guitarrista para acceder a ambos tonos acústicos y eléctricos. Inspirado por anteriores instrumentos musicales como el laúd, Ken Parker empezó a experimentar con la madera dura exoesqueletos para proporcionar rigidez al instrumento de madera dura, pero era muy difícil de trabajar y no logró resultados satisfactorios. Inspirado por un amigo que usa fibra de carbono para construir lanchas rápidas, Ken Parker, comenzó a experimentar con el material. Hoy en día, las Flys se construyen con un exoesqueleto a lo largo de la espalda y alrededor del cuello de la guitarra. Está hecho de una fibra de carbono / vidrio / epoxi material compuesto que es más delgado que el acabado de la pintura. El compuesto mismo incluye también el material diapasón.
El exoesqueleto proporciona la guitarra con fuerza y rigidez, así como el aumento del sustain  de la guitarra. También le da la ventaja añadida de permitir una más pequeña, el cuerpo más eficiente. Uno de los objetivos primarios Ken Parker en el diseño de la Fly era construir una guitarra con menos masa que una guitarra eléctrica tradicional, pero con el mismo o incluso más rigidez. El exoesqueleto compuesto es una de las principales razones por tal diseño es posible.

## Trastes
Los trastes en la Parker Fly se construyen del endurecido acero inoxidable, no tienen espigas, y en cambio se adhieren con un pegamento de alta tecnología. Las guitarras Parker Fly suelen tener veinticuatro trastes.

## Sistema de Vibrato
La Parker Fly tiene un sistema de vibrato que permite al guitarrista elegir entre un modo de puente fijo, un modo de doblar hacia abajo solamente, y un modo "free float". El sistema de vibrato utiliza un resorte plano que permite al usuario ajustar fácilmente la tensión. La tensión natural del resorte se selecciona de acuerdo al ancho de las cuerdas utilizadas por el guitarrista. El diseño original de la Fly incorporada una rueda en la cara de la guitarra para ajustar la tensión del muelle, mientras que en los modelos más recientes se han trasladado el ajuste de la tensión al interior de la guitarra. El puente de trémolo se ha diseñado para estar en sintonía perfecta, incluso con un uso intensivo de la barra.

## Pastillas
La mayoría de las versiones de la Parker Fly incluyen un conjunto de dos micrófonos magnéticos tipo Humbucker, y un micrófono piezoeléctrico desarrollado por Fishman, diseñado para emular el sonido de las guitarras acústicas. El micrófono piezoeléctrico es auxiliado por un preamplificador "onboard" activo que requiere de una batería de 9 volts. Los micrófonos magnéticos son pasivos, pero colocados dentro del camino del circuito activo. Las guitarras Fly tienen un conector de salida estéreo, permitiendo que los micrófonos (piezoeléctricos y magnéticos) sean enviados a diferentes amplificadores, o que sean unificados a una señal mono. Algunos modelos sólo tienen pastillas magnéticas, para un sonido de guitarra eléctrica más tradicional, mientras que otros modelos sólo tienen los de emulación acústica.

## Modelos Fly
- Fly Deluxe

La Parker Fly Deluxe tiene un cuerpo sólido de Poplar, brazo de Basswood y pastillas DiMarzio.
- Fly Classic

La Parker Fly Classic tiene un cuerpo de Caoba, brazo de Basswood y pastillas DiMarzio.
- Fly Mojo

La Parker Fly Mojo tiene cuerpo y brazo de Caoba y pastillas Seymour Duncan
- Fly Supreme

La Parker Fly Supreme tiene un curepo de Arce con brazo de Basswood y pastillas DiMarzio.
- Spanish/Nylon Fly

Diseñada para atraer a los guitarristas clásicos, tiene cuerdas de nylon y no tiene pastillas magnéticas.
- Nite Fly

Esta es una serie que puede contar con distintos tipos de madera y brazos atornillados al cuerpo.
- Edición Adrian Belew

Se trata de una mosca de lujo con un [efectos [Guitarra # Feedbacker / sustentador | Sustainiac]] , Variax componentes, y una pastilla piezoeléctrica especializado que permite guitarra sintetizador aplicaciones.
- Fly MIDI

Sobre la base de una mosca Nite cuerpo y entre 1999-2002, la MIDIFly aparece un cuerpo de caoba y el cuello de Parker TurboTone (también construidos de madera de caoba) con Virtual DSP Corp. 's MidiAxe guitarra a MIDI sistema convertidor. Equipado con la costumbre pastillas DiMarzio magnética además de un activo sistema de piezo Fishman. El circuito de MIDIFly de Fishman piezo desencadena la DSP interno MidiAxe, lo que resulta en un controlador de guitarra MIDI. Se incluye un programa editor de MidiAxe fue incluido en el CD-ROM.
- 4 y 5 cuerdas Bajo mosca. escala de largo, 24 trastes bajo con un abeto Sitka cuerpo a partir de 21 piezas de pino intercala entre la parte superior acolchada chapa del arce y la espalda, con la pala de madera de arce rizado. El cuello de caoba que se hizo originalmente de 15 capas de laminado de caoba, pero más tarde fue cambiado a un cuello de caoba menos estable y sólida a los costes de producción más bajos, se envuelve en una piel de fibra de carbono con un 10 "a 15" radio de sección cónica diapasón. Electrónica son dos personalizado DiMarzio Jazz Ultra pastillas humbucking con ecualizador activo Fishman y un sistema piezo Fishman que proporciona tonos acústica-como. Sperzel cabezas de la máquina de bloqueo y una tuerca Graphtech están en condiciones estándar. Originalmente disponible en 3 colores sunburst tabaco, natural, transparente, rojo y azul transparente.